# Fonction (mathématiques élémentaires)
Pour les articles homonymes, voir Fonction.
En mathématiques élémentaires, la plupart des fonctions rencontrées sont des fonctions numériques, mais la notion de fonction ne se limite pas à celle-ci.
L'article qui suit présente quelques règles à connaître sur les fonctions, alors que l'article fonction numérique traite des fonctions numériques en mathématiques élémentaires et l'article fonction (mathématiques) les présente dans leur généralité.

## Une fonction
Une fonction est une relation qui, à chaque valeur de la variable x, fait correspondre au plus une (0 ou 1) valeur de y.
Pour exprimer que y dépend de x, on écrit : {\displaystyle y=f(x)}

## Les règles
- Avoir un ensemble de départ contenant l'ensemble de définition de la fonction et un ensemble d'arrivée.

- À chaque élément de cet ensemble de définition faire correspondre un de ceux de l'ensemble d'arrivée.

En mathématiques élémentaires, la première de ces règles (pourtant primordiale) est souvent oubliée par les élèves car les exemples qui sont proposés se limitent à quelques ensembles de départ et d'arrivée naturels dans le contexte de travail (ensemble des réels pour les fonctions numériques, ensemble des points du plan pour les fonctions ponctuelles).
Toutefois elle reste importante.

## Image, antécédent
Si à un élément {\displaystyle a}, on fait correspondre un élément {\displaystyle b} :
- l'élément {\displaystyle b} est appelé l'image de {\displaystyle a} ;
- l'élément {\displaystyle a} est appelé un antécédent de {\displaystyle b}.

Exemple : {\displaystyle f(x)={\sqrt {x}}-1} Avec {\displaystyle x=0,1,4,9}, on a {\displaystyle f(0)=-1,\;f(1)=0,\;f(4)=1,\;f(9)=2}
on dira
{\displaystyle 1} est l'image de {\displaystyle 4} par {\displaystyle f}
{\displaystyle 9} est un antécédent de {\displaystyle 2} par {\displaystyle f}
Remarque : par une fonction, une même image peut avoir plusieurs antécédents.
Par contre, chaque antécédent n’a qu’une seule image.

## Exemples
Une fonction est donc un outil ayant un ensemble de départ et un ensemble d'arrivée, faisant correspondre aux éléments du premier des éléments du second.

### Exemple 1
Une fonction permet de transformer un nombre réel en un autre par exemple, en lui appliquant une suite d'opérations qui doit rester identique pour chaque nombre.
Dans ce cas, l'ensemble de départ est {\displaystyle \mathbb {R} }, l'ensemble de définition est l'ensemble des réels pour lesquels on peut appliquer la suite d'opérations, et l'ensemble d'arrivée est {\displaystyle \mathbb {R} }.
Si la suite d'opérations consiste à élever au carré, ôter 4 et prendre l'inverse, on crée une fonction :
- Ensemble de départ : {\displaystyle \mathbb {R} } ;
- Domaine de définition : tous les réels différents de {\displaystyle -2} et {\displaystyle 2} ;
- Ensemble d'arrivée : {\displaystyle \mathbb {R} } ;
- Correspondance : à {\displaystyle x}, on associe {\displaystyle {\dfrac {1}{x^{2}-4}}}.

L'image de {\displaystyle 3} est {\displaystyle {\dfrac {1}{5}}}, les antécédents de {\displaystyle {\dfrac {1}{5}}} sont {\displaystyle 3} et {\displaystyle -3}.

### Exemple 2
Une fonction permet aussi d'associer des points à d'autres points à partir de considérations géométriques.
Dans ce cas l'ensemble de départ est l'ensemble des points du plan (ou de l'espace), l'ensemble d'arrivée est l'ensemble des points du plan (ou de l'espace).
Par exemple si A et B sont deux points différents, on peut associer, à tout point M non situé sur (AB), le point N tel que AMBN soit un parallélogramme :
- Ensemble de départ : {\displaystyle {\mathcal {P}}} (le plan) ;
- Ensemble de définition : {\displaystyle {\mathcal {P}}-(AB)} ;
- Ensemble d'arrivée : {\displaystyle {\mathcal {P}}} ;
- Correspondance : à M, on associe N tel que AMBN soit un parallélogramme.

## Nom
Les fonctions souvent utilisées finissent par porter des noms spécifiques {\displaystyle (\sin ,\cos ,\ldots )}, les autres s'appellent {\displaystyle f}, {\displaystyle g}, etc.
L'image d'un élément a pour la fonction f est alors notée {\displaystyle f(a)}'.

## Notation
Pour résumer toutes ces informations, on utilise l'écriture suivante
{\displaystyle {\begin{matrix}f:&D&\rightarrow A\\&x&\mapsto y\\\end{matrix}}} avec {\displaystyle y=f(x)} où D représente l'ensemble de départ et A l'ensemble d'arrivée.
La recherche du domaine de définition, si celui-ci est plus petit que l'ensemble de départ, reste à faire.
Parfois, on se contente de l'écriture abusive {\displaystyle y=f(x)} en oubliant tout le reste ; cela peut conduire parfois à des confusions dangereuses si on simplifie trop vite, comme le signalait Gottlob Frege dans Qu’est-ce qu’une fonction ?.
- Exemple subtil : la fonction {\displaystyle f:x\mapsto y={\dfrac {x^{2}}{x}}} et la fonction {\displaystyle g:x\mapsto y=x} ne sont pas les mêmes, puisque {\displaystyle f} est « interdite pour {\displaystyle x=0} ».